# 明谢贝格
明谢贝格（德語：Müncheberg，發音：[ˈmʏnçəˌbɛʁk] ⓘ）是德国勃兰登堡州梅尔基施-奥得兰县的城市，面积为152.29平方千米，2023年12月31日人口为7,135人。